# Salman ibn Abd al-Aziz

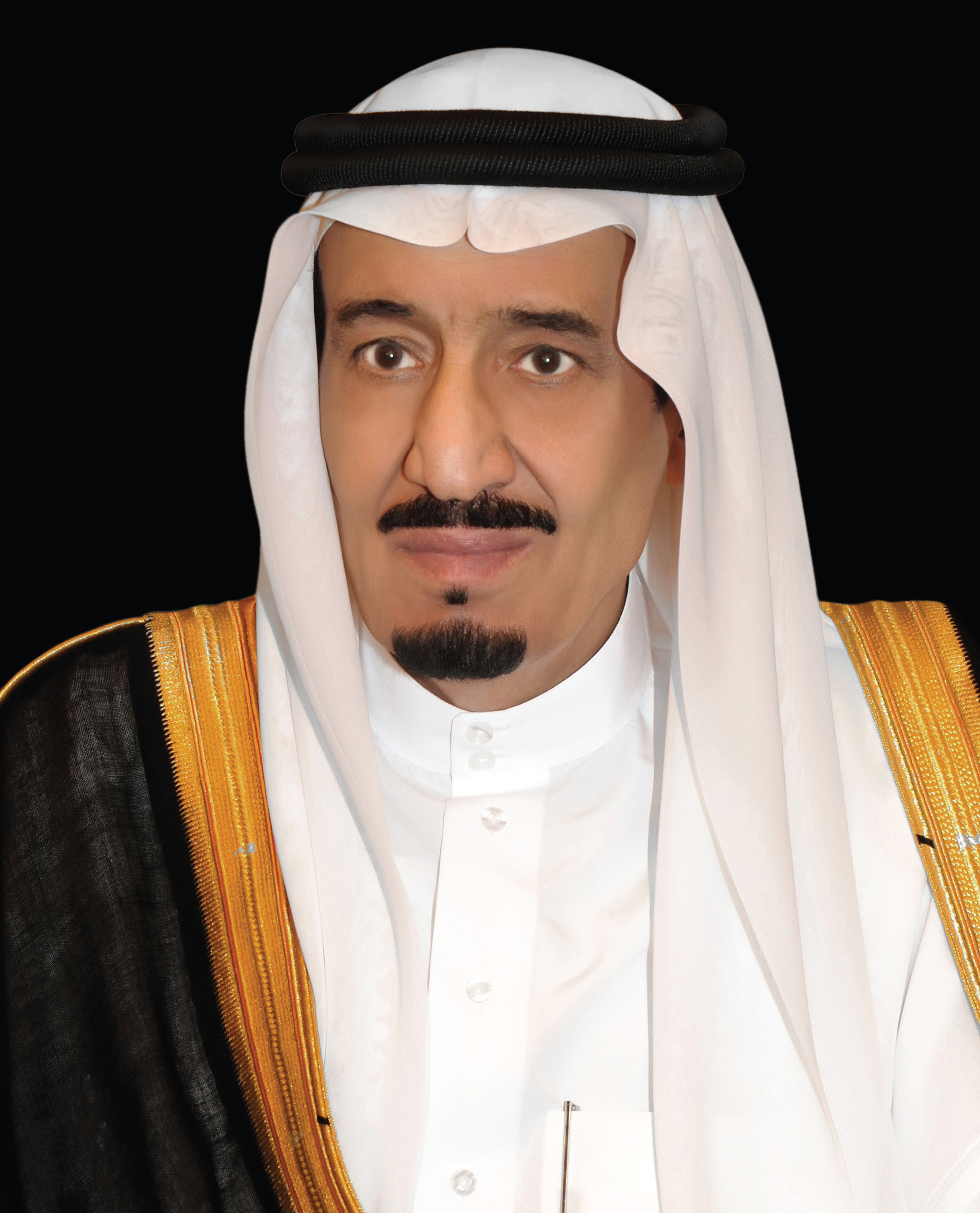
König Salman (2025)

Salman bin Abdulaziz Al Saud (arabisch سلمان بن عبد العزيز آل سعود, DMG Salmān bin ʿAbd al-ʿAzīz Āl Saʿūd; * 31. Dezember 1935 in Riad) ist seit dem 23. Januar 2015 absolutistischer König Saudi-Arabiens. Dadurch ist er auch Oberbefehlshaber des saudischen Militärs. Der saudische König gehört zur Dynastie der Saud und trägt seit 1986 den Titel Hüter der heiligen Stätten.

## Frühe Jahre
Salmans Vater war der Gründer des Königreichs Saudi-Arabien, König Abdulaziz, der 1953 starb. In der Geburtsfolge ist er der 32. Sohn seines Vaters, der insgesamt mit 30 Frauen verheiratet war und über 50 Kinder hatte, seine Mutter Prinzessin Hussa bint Ahmed bin Mohammed Al Sudairi (1900–1969) war eine der Lieblingsfrauen seines Vaters. Er gehört damit zur Gruppe der Sudairi-Sieben. Die sieben Sudairi-Brüder nahmen nach dem Tod des Königs als größte Vollbrüdergruppe unter ihren Geschwistern eine Vorzugsstellung ein. Von ihnen ist Salman der zweitjüngste.
Salman erhielt seine schulische Ausbildung an der „Schule der Prinzen“ am Hofe seines Vaters, die für die Söhne des Königs eingerichtet wurde. Seine höhere Bildung erhielt er am Islamischen Institut in Mekka, wo er zusätzlich zu religiösen Studien Grundlagen der Hochschulmathematik und Geographie studierte.
Ein Artikel der Euro am Sonntag beschrieb Salman als Frühaufsteher und Workaholic. Sein Privatleben ist streng abgeschirmt. Bekannt ist, dass er gerne Fußballspiele ansieht.

## Unternehmen
Salman ist Besitzer der Zeitung Asharq al-Awsat (arabisch: الشرق الاوسط, übersetzt: ‚Der Nahe Osten‘). Es heißt außerdem, dass er über seinen Sohn Faisal die Saudi Research and Marketing Group (SRMG), das größte Medienunternehmen des Nahen Ostens, kontrolliere.
Laut den Panama Papers besitzt er gemeinsam mit seinen Kindern mindestens zwei Firmen in Luxemburg. Einer davon sollen zeitweise weitere 10 Briefkastenfirmen gehört haben.

## Politik

### Gouverneur von Riad

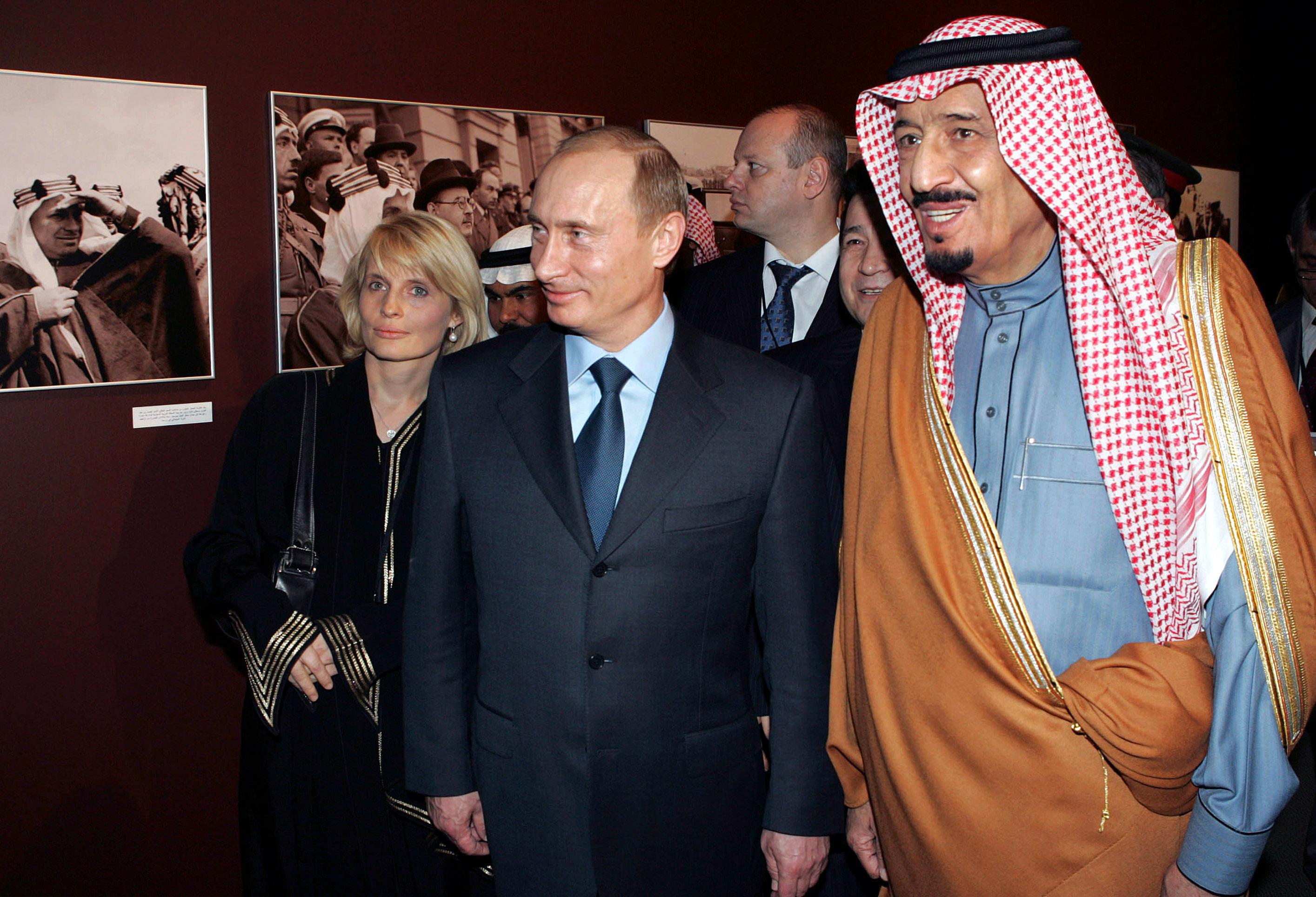
Gouverneur Salman ibn Abd al-Aziz mit Wladimir Putin (2007)

1962 wurde Salman von seinem älteren Halbbruder König Saud als Nachfolger seines Neffen Badr bin Saud zum Gouverneur der Provinz Riad ernannt. Seither hatte er das rasche Wachstum der Hauptstadt überwacht und gefördert.

### Terrorismusfinanzierung
Während der 1980er und 1990er Jahre erwies sich die Allianz zwischen der wohlhabenden Monarchie Saudi-Arabiens und den mächtigen Geistlichen des Landes als wichtigster Geldgeber des internationalen Terrorismus, die Millionen von Dollar zu Kämpfern in Afghanistan, Bosnien und anderswo leitete. Unter den großen Förderern des Projekts war der damalige Prinz Salman bin Abdulaziz Al Saud.

### Verteidigungsminister und Kronprinz

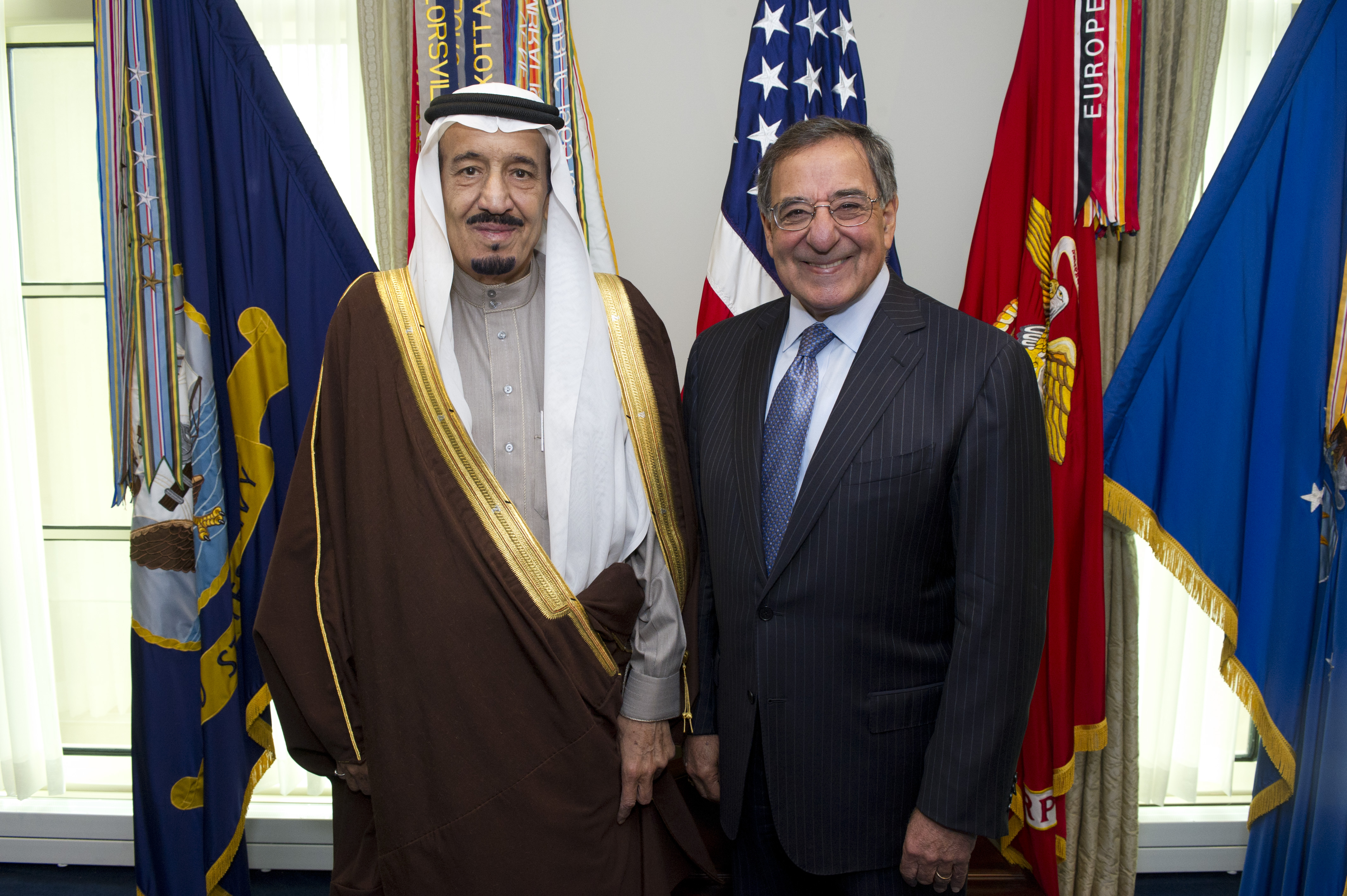
Verteidigungsminister Salman ibn Abd al-Aziz mit US-Verteidigungsminister Leon Panetta im Pentagon (April 2012)

Am 5. November 2011 wurde Salman zum Verteidigungsminister ernannt. Sein Vorgänger Sultan bin Abdulaziz war am 22. Oktober 2011 gestorben. Als Mitglied des Königlichen Rats wurde ihm großer Einfluss in Fragen der Nachfolge zugeschrieben. Nach dem Tod seines Bruders Naif, der in der Thronfolge vor ihm stand, wurde er am 18. Juni 2012 zum Kronprinzen und Vizepremierminister ernannt, sein Amt als Verteidigungsminister behielt er.

### König von Saudi-Arabien

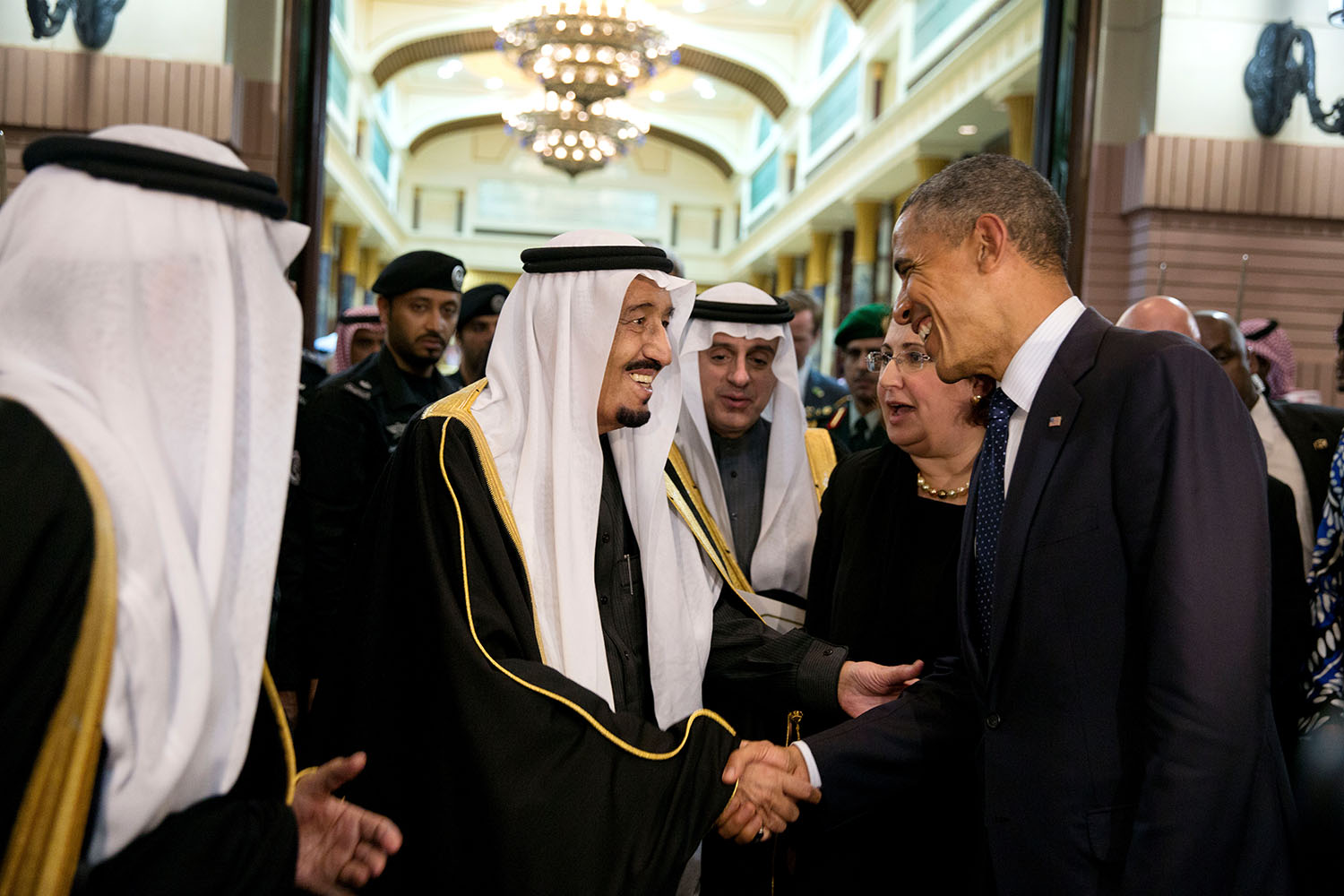
König Salman ibn Abd al-Aziz mit Barack Obama (2015)

Nach dem Tod seines Halbbruders Abdullah folgte ihm er am 23. Januar 2015 im Alter von 79 Jahren als König. Salman gilt als Vermittler innerhalb des Königshauses. Er wird dem gemäßigt konservativen Flügel des Königshauses zugerechnet und unterhält enge Beziehungen zum Klerus. Demokratie lehnt er ab. Dennoch wurden zu Beginn seiner Herrschaft Reformen erwartet. Diese Hoffnungen erfüllten sich zum Teil unter der Führung seines Sohnes und Thronfolgers Mohammed bin Salman.
Die schiitische und die liberale Opposition stehen ihm kritisch gegenüber.
Sein designierter Nachfolger war nach der Thronbesteigung sein Halbbruder Muqrin bin Abdulaziz. In einem Bruch mit der Tradition setzte Salman seinen Halbbruder Muqrin am 29. April 2015 als Kronprinzen ab und hob stattdessen seinen Neffen, Innenminister Mohammed bin Naif, auf diesen Posten. Im Juni 2017 wurde dieser ebenfalls abgesetzt und stattdessen sein Sohn Mohammed zum Kronprinzen ernannt.

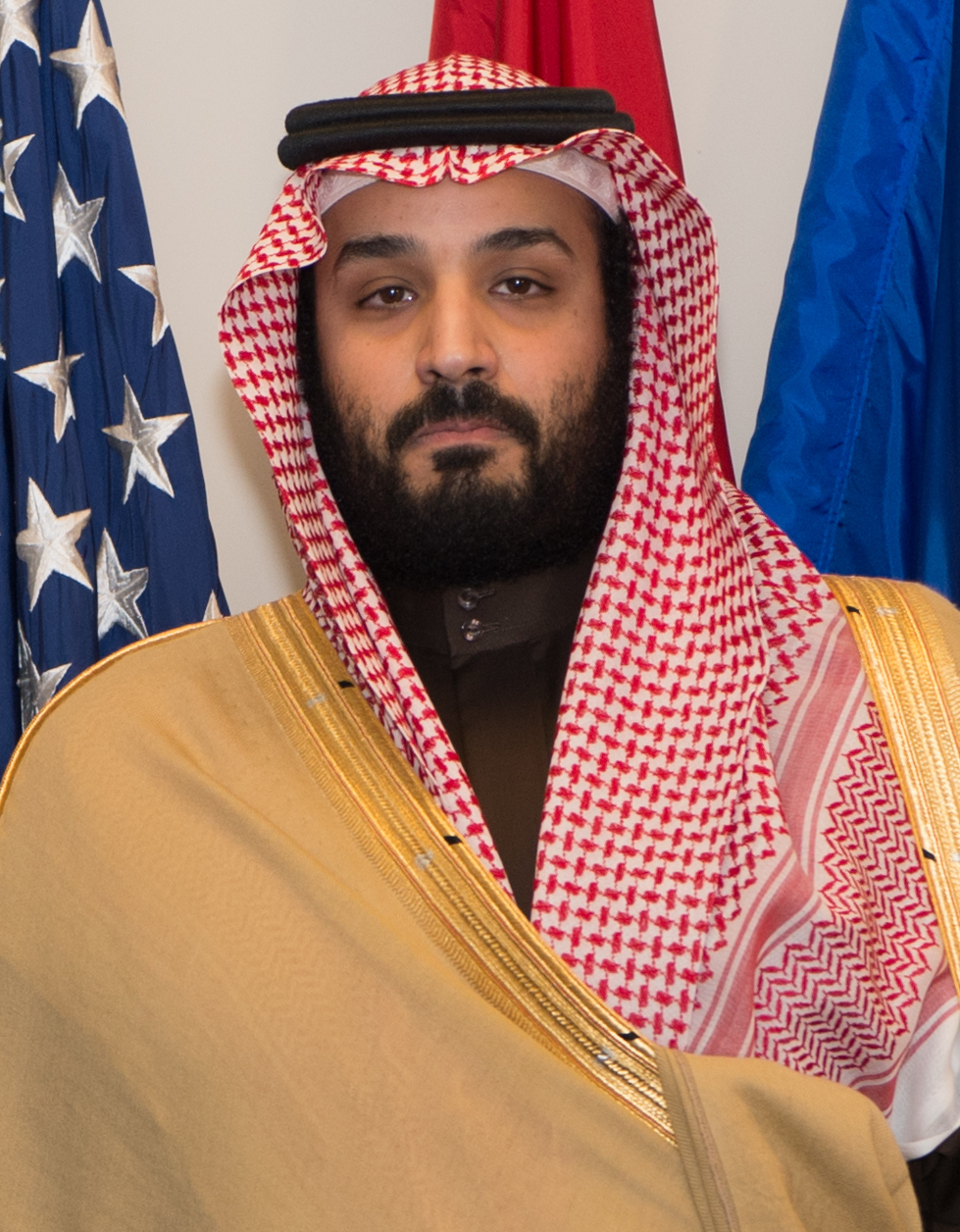
Mohammed bin Salman wurde von seinem Vater König Salman 2015 zum Verteidigungsminister, 2017 zum Kronprinz und 2022 zum Premierminister ernannt

An Salmans Amtsfähigkeit bestanden seit seiner Ernennung Zweifel, da er an den Folgen eines Schlaganfalls litt, möglicherweise auch an einer beginnenden Alzheimer-Erkrankung. Seit dem Schlaganfall Anfang 2014 kann Salman seinen linken Arm nicht mehr uneingeschränkt bewegen.
König Salman ernannte als erste Amtshandlung seinen damals 29-jährigen Sohn Mohammed bin Salman zum neuen Verteidigungsminister, dem wichtigsten Posten zur Absicherung der Macht des Königs, und übertrug ihm die Leitung des Hofes, womit der Sohn den Zugang zum König kontrollierte.
2015 und 2016 wurden drei saudische Prinzen, Turki bin Bandar bin Mohammed Al Saud, Saud bin Saif al-Nasr bin Saud Al Saud und Sultan bin Turki Al Saud, von der saudischen Regierung entführt. Die drei Prinzen hatten sich öffentlich kritisch gegenüber der saudischen Führung geäußert. Turki bin Bandar bin Mohammed, ein Neffe mütterlicherseits von König Salman, der im Exil in Paris lebte, war auf einer Geschäftsreise in Marokko im Juli 2015 von marokkanischen Beamten festgenommen und nach Saudi-Arabien überstellt worden. Saud bin Saif al-Nasr, ein Enkel König Sauds, war im September 2015 verschwunden nachdem er öffentlich die Absetzung des Königs forderte. Sultan bin Turki, ebenfalls ein Neffe König Salmans, war im Januar 2016 entführt worden. Saud bin Saif al-Nasr und Sultan bin Turki wurden jeweils in Privatjets gelockt, die während des Fluges ihr Ziel änderten und sie nach Saudi-Arabien brachten.
Am 6. Oktober 2015 wurde Salman auf die Intensivstation des King Faisal Specialist Hospitals in Riad eingeliefert.
Gesundheitlich angeschlagen, hielt Salman am 22. Dezember 2015 eine knapp zweiminütige Grundsatzrede vor der Beratenden Versammlung, dem höchsten beratenden Gremium im Königreich. Weil Salman stark nuschelte und sich nicht mehr verständlich ausdrücken konnte, wurde die Rede später schriftlich an die Mitglieder der Versammlung verteilt. Darin sicherte Salman den Saudis trotz des niedrigen Ölpreises weiteres Wachstum zu. Der Absturz des Ölpreises belastet die saudische Staatskasse schwer, das jährliche Haushaltsdefizit betrug mehr als 100 Milliarden Dollar. Salman rief zu einer politischen Lösung des Syrischen Bürgerkriegs auf und machte Syriens Regierung für das Erstarken extremistischer Kräfte verantwortlich.
Anfang Januar 2016 ließ Salman 47 angebliche Terroristen hinrichten, darunter den oppositionellen schiitischen Geistlichen Nimr al-Nimr. Die Folge waren weltweite Kritik und enorme Spannungen zwischen Saudi-Arabien und Iran. Beide Golfstaaten kämpfen um die regionale Vorherrschaft und führen Stellvertreterkriege im Jemen, in Syrien und im Irak. Salman brach sämtliche Beziehungen, inklusive Flugverbindungen, zum Iran ab.
Durch die Veröffentlichung der Panama Papers im April 2016 wurden unternehmerische Tätigkeiten von Salman in der Öffentlichkeit bekannt.
Bei dem Besuch des US-Präsidenten Donald Trump in Riad im Mai 2017, wurde eines der größten einzelnen Rüstungsgeschäfte in der Geschichte vereinbart. Über einen Zeitraum von zehn Jahren soll Saudi-Arabien Waffen im Wert von über insgesamt 350 Milliarden Dollar aus den USA kaufen. Bei dem Geschäft ging es unter anderem um Schiffe für die Küstenwache, das Raketenabwehrsystem THAAD zur Verteidigung gegen Kurz- und Mittelstreckenraketen, gepanzerte Fahrzeuge, Raketen, Sprengkörper und Munition. Der Kauf der Waffen war nicht an Bedingungen, wie die Verbesserung der Menschenrechtslage oder ein Ende der verheerenden Luftangriffe der saudisch geführten Koalition im Jemen gebunden (Militärintervention im Jemen seit 2015).
Am 4. November 2017 ernannte König Salman seinen Sohn Prinz Mohammed bin Salman zum Leiter einer Antikorruptionskampagne, in deren Verlauf rund 200 Personen festgenommen wurden, darunter elf Prinzen, vier amtierende Minister und Dutzende frühere Regierungsmitglieder. Zu den Verhafteten gehörten die Milliardäre al-Walid bin Talal, mit einem geschätzten Vermögen von mehr als 17 Milliarden Dollar der reichste Mann Saudi-Arabiens, und Saleh Abdullah Kamel, der Anführer der Nationalgarde Mutaib Bin Abdullah, der Minister für Wirtschaft und Planung Adel Fakeih, der Marinekommandant Admiral Abdullah al-Sultan, der ehemalige Finanzminister Ibrahim al-Assaf sowie Bakr bin Laden, ein Halbbruder von Osama bin Laden.
Im März 2019 wurde seine Nichte Prinzessin Basmah bint Saud Al Saud, eine Tochter König Sauds, ohne Anklage festgenommen, als sie in die Schweiz reisen wollte. Im April 2020 wandte sie sich an König Salman und bat um Freilassung. Im Jahr 2012 hatte sie die Unterdrückung der Frauen in Saudi-Arabien angeprangert.
Im März 2020 wurden Salmans Bruder Ahmed ibn Abd al-Aziz und Salmans Neffe Mohammed ibn Naif unter dem Vorwurf des Verrats (der angeblichen Vorbereitung eines Putsches zur Entmachtung des Königs und dessen Kronprinzen Mohammed bin Salman) festgenommen.
Im September 2022 übertrug König Salman das Amt des Premierministers, das er bis dahin bekleidet hatte, auf seinen Sohn, Kronprinz Mohammed bin Salman, der als De-facto-Herrscher des Landes gilt.

## Familie
Siehe auch: Nachkommen von König Salman in männlicher Linie
König Salman hat aus drei Ehen insgesamt eine Tochter und zwölf Söhne. Seine Kinder mit seiner ersten Frau Sultana bin Turki Al Sudairi sind seine Söhne Fahd, Sultan, Ahmed, Abdulaziz, und Faisal sowie seine Tochter Hussa. Aus seiner geschiedenen Ehe mit Sara bint Faisal al Subayay ist er Vater eines Sohnes, Saud. Seine Söhne aus seiner dritten Ehe mit Fahda bint Falah Al Hithlain sind Mohammed, Turki, Khalid, Naif, Bandar und Rakan.
Sein Sohn Sultan (* 1956) war 1985 als erster Saudi im Weltraum. 2011 starb seine Frau Sultana. Sein Sohn Faisal bin Salman (* 1970) war von 2013 bis 2023 Gouverneur der Provinz Medina. Sein Sohn Mohammed bin Salman (* 1985) ist seit 2017 Kronprinz, Khalid bin Salman (* 1988) seit 2022 Verteidigungsminister. Ein anderer Sohn, Abdulaziz bin Salman (* 1960), ist seit 2019 Energieminister. Seine einzige Tochter, Hussa bint Salman (* 1974), wurde 2019 in Paris verurteilt, da sie unter anderem ihrem Leibwächter befahl, einen französischen Handwerker zu schlagen, und wird seit 2017 per Haftbefehl von der französischen Justiz gesucht. Sie taucht außerdem in den Panama Papers auf und ist mit Fahd bin Saad Al Saud, dem Gouverneur von Dirʿiyya, verheiratet.
Sein Enkel Ahmed bin Fahd (* 1986) war von 2017 bis 2023 Vizegouverneur der Provinz asch-Scharqiyya.